# Quiscalus niger
El zanate antillano (Quiscalus niger), también denominado chango, machango, pichanga, chichinguaco, chinchilín, hachuela y mozambique, es un especie de ave paseriforme de la familia Icteridae que puebla los campos y jardines de las Antillas Mayores y las islas Caimán. Es un ave de plumaje negro intenso y de ojos amarillos que llega a crecer unas 25 centímetros aproximadamente. Tienen la cola en forma de "V" y su pico es recto y puntiagudo. Vuelan en bandadas numerosas y anidan comúnmente en las subestaciones eléctricas. Se alimentan de insectos en el suelo, aunque en las poblaciones come casi cualquier cosa. Al atardecer mientras se acomodan a dormir, producen una gran gresca y ruidos bien agudos. Las hembras usualmente son de menor tamaño y menos brillantes que los machos. Ponen de 3 a 4 huevos color verdoso oscuro muy variables, con manchas rojizas y negruzcas. Tamaño aproximado de los huevos, 28 × 20 milímetros. Los juveniles son parecidos a los adultos, con la característica de que sus colas son más cortas y sus ojos son marrones.

## Hábitat

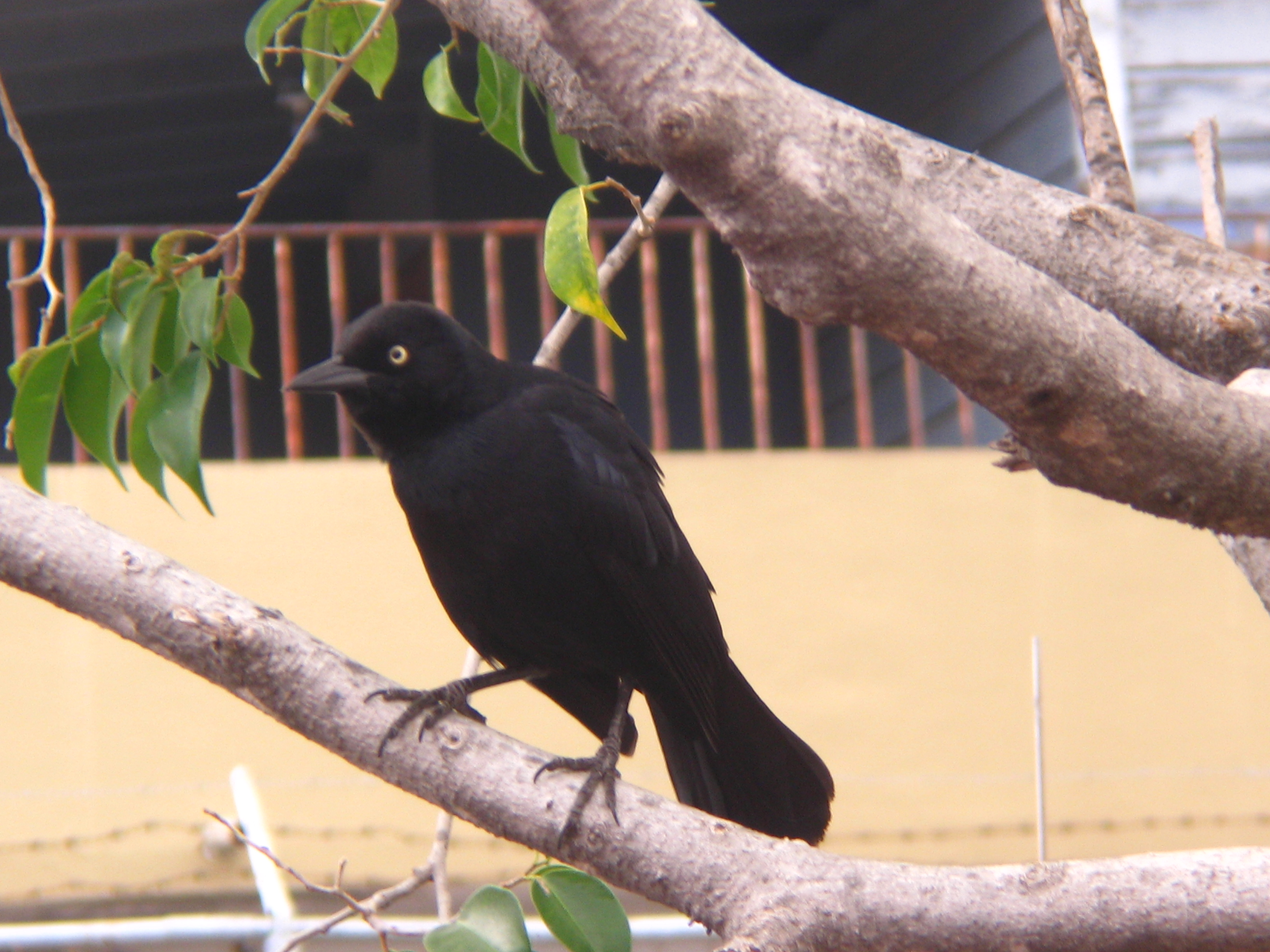
Quiscalus niger.

Es común en áreas urbanas y en fincas de los llanos costeros. No acostumbran merodear los bosques densos. Es una de las aves más abundantes en Puerto Rico particularmente en las tierras bajas. Se ve a orillas de los lagos, lagunas en lugares anegados. Sin embargo, este pájaro se ha convertido en parte integral del panorama urbano saltando por el suelo de los estacionamientos, los parques y las aceras de las urbanizaciones.

## Subespecies
- Quiscalus niger niger
- Quiscalus niger caribaeus
- Quiscalus niger gundlachii
- Quiscalus niger caymanensis
- Quiscalus niger bangsi
- Quiscalus niger crassirostris
- Quiscalus niger brachypterus